# Faltings produktsats
Inom matematiken är Faltings produktsats ett resultat som ger tillräckliga villkor för en delvarietet av en produkt av projektiva rum för att vara en produkt av varieteter i projektiva rummen. Den introducerades av Faltings (1991) i hans bevis av Langs förmodan att delvarieteter av en abelsk varietet som inte innehåller translationer av icke-triviala abelska delvarieteter har bara ändligt många rationella punkter.
Evertse (1995) och Ferretti (1996) gav explicita versioner av satsen.